# Stina Jackson
Stina Jackson (de soltera Olofsson, nacida en 1983) es una escritora de nacionalidad sueca de novela negra, ganadora del Premio a la Mejor Novela Policial Sueca y del premio Glass Key .
La escritora se ha dedicado al género del True Crime y en sus dos libros "Carretera de plata" y "La Mujer de Ödesmark", aborda sus temáticas, considerándose sus trabajos parte del "nordic noir".

## Carrera
Jackson hizo su debut literario en 2018, con la novela policial Silvervägen . Este texto recibió el premio a la mejor novela negra sueca en 2018 y el premio Glass Key en 2019.

## Vida personal
Nacida en 1983,  en Skellefteå, Suecia, se casó con el estadounidense Robert Jackson y se estableció en Denver, Colorado. Mantiene ciudadanía sueca y estadounidense. Actualmente reside en New York.